# Bombarda 58 A
La Bombarda 58 A, denominata in Francia Mortier de 58 mm T N°2, nota anche come Crapouillot "piccolo rospo", fu il mortaio standard francese  e italiano nella prima guerra mondiale.

## Storia

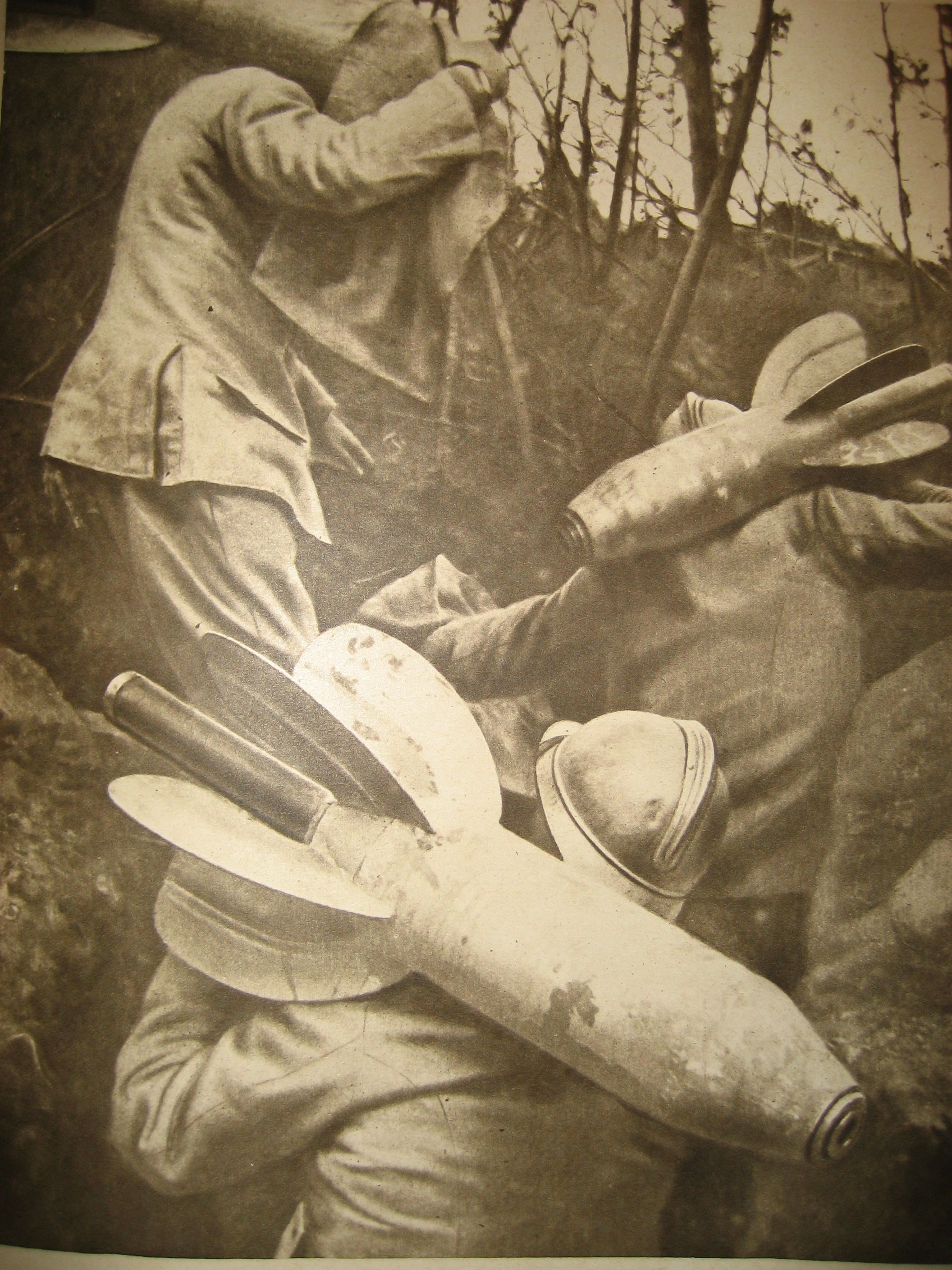
Il trasporto dei proietti in una trincea

Con l'arrestarsi del fronte, alla fine del 1914, e l'inizio della guerra di trincea, gli eserciti alleati si trovarono in svantaggio rispetto all'esercito tedesco che aveva già in linea, grazie allo studio dell'assedio di Port Arthur, i minenwerfer, delle artiglierie a corto raggio dotate di una grande carica esplosiva, adatte a distruggere i reticolati ed i nidi di mitragliatrici. L'esercito francese si mosse urgentemente mettendo in linea armi obsolete riadattate,  per poi sperimentare il primo mortaio da trincea francese, il Mortier de 58 T N°1.  La versione perfezionata del N°1  fu messa in linea nel 1915 come Mortier de 58 T N°2. In seguito a una missione italiana presso il Center d'instruction artillerie de tranchée di Bourges furono ottenuti degli esemplari del Mortier de 58 T N°2 per la valutazione del loro impiego sul fonte italiano. e, nell'ottobre del 1915, alcuni pezzi furono distribuiti alla 2ª e 3ª Armata. Nel novembre del 1915 fu scelta la ditta Tosi per la produzione in Italia.
Nell'impiego operativo rivelò numerosi difetti, il principale era la scarsa precisione, seguito dalla scarsa efficacia contro i reticolati, dalla scarsa cadenza di tiro (1-2 colpi al minuto), dall'ingombro dei proietti, dall'inefficienza della spoletta che non garantiva lo scoppio se il proietto non urtava ortogonalmente il suolo, la distanza prescritta di soli 300 m dall'obiettivo le rendeva esposte alla reazione nemica, tanto da preferire un utilizzo notturno, per la sua scarsa precisione era fatto divieto sorvolare con il tiro proprie linee.
I serventi si mettevano al riparo a ogni lancio, azionando il congegno di sparo con una lunga corda per il rischio di venir investiti dall'esplosione di un proietto ricaduto troppo vicino.
Nel febbraio del 1916 il Comando Supremo istituì il regio corpo dei bombardieri per poter utilizzare razionalmente questo tipo di armi.

## Descrizione

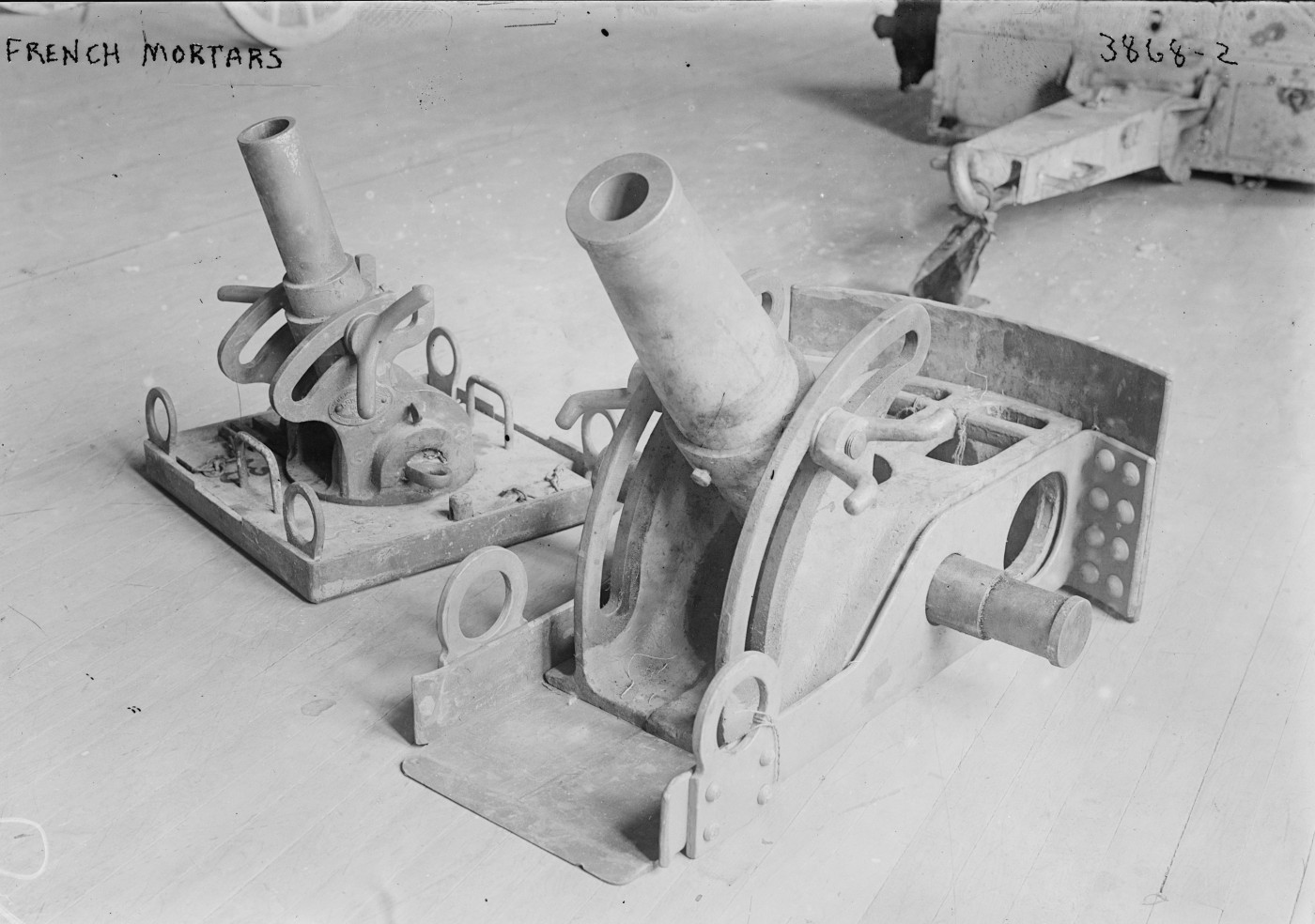
Una bombarda 58 A e, in secondo piano, il derivato 58 B

Si trattava di un'arma fatta per essere semplice da produrre, senza impegnare le industrie in grado di costruire bocche da fuoco a canna rigata già oberate dagli ordinativi, e in grado di lanciare proietti di grande efficacia esplosiva a brevi distanze, ma, soprattutto, semplici ed economici da produrre e, grazie alle inferiori sollecitazioni di lancio, in grado di utilizzare esplosivi non strategici per lo sforzo bellico (tipicamente gli esplosivi al clorato),  più sensibili alle sollecitazioni e quindi non impiegabili nei proietti da cannone.
L'arma era scomponibile in quattro parti per permetterne il trasporto a mano: la canna, liscia, del calibro di 58 mm, dotata di focone per l'accensione della carica che, avvitata alla culatta (fissa ma sostituibile), aveva il portamozzo che si articolava su di un perno che la collegava all'affusto. Quest'ultimo era composto da due guance che venivano imbullonate insieme e formavano l'affusto rigido su cui si poteva elevare la canna e fissarla all'angolo di alzo richiesto grazie a due volantini che agivano su due guide ai lati della canna. Per ultimo c'era lo scudo posteriore che si integrava nella base, formata da tre assi di legno imbullonate. Il perno che articolava la canna si prolungava ai lati permettendo il calettamento di due ruote piene in legno che permettevano il trasporto dell'arma montata per brevi distanze.
Successive modifiche introdussero un volantino che permetteva la regolazione dell'alzo tramite una vite posta sotto la canna e una contropiastra dotata di un perno centrale che, calettata sotto l'affusto, permetteva la regolazione dell'orientamento della canna grazie a una scala graduata posta sotto lo scudo posteriore.
Per lanciare una grande carica esplosiva con un piccolo calibro si scelse di utilizzare dei proietti, detti "bombe", che avevano un diametro molto maggiore del calibro del pezzo, tipicamente da 155 a 240 mm, che venivano dotate di un codolo avente il calibro della canna che veniva introdotto nella stessa lasciando fuori il corpo della bomba. Il proietto così formato era instabile in volo e per stabilizzarlo veniva dotato di alette metalliche.

## Proietti
Nel 1918 erano disponibili tre proietti:
- Leggero L.S. - 18 kg, con 5,35 kg di Cheddite 86/14 (86 parti di perclorato d'ammonio e 14 di paraffina).[18]  6 alette stabilizzatrici, codolo cavo.
- Pesante D.L.S. - 35 kg, 10,0 kg di carica esplosiva. 6 alette, codolo cavo chiuso.
- Medio A.L.S - 20 kg 6,4 kg esplosivo. 3 alette, al contrario degli altri due aveva la carica di lancio inserita nel codolo, garantendo un centro di spinta più vicino al centro di gravità del proietto. Era così più preciso e con una gittata maggiore. Introdotto nel marzo del 1918.

Capacità operative:
- Per la distruzione di un bunker in muratura da 3 m x 3 m, erano necessari 60-80 proietti D.L.S. o 100-150 L.S.
- Per l'apertura di un varco nei reticolati largo 40 m e profondo 30 m, sono necessari 120 proietti D.L.S. oppure 200 L.S.

## Esemplari conservati
- Molti pezzi adornano i memoriali della Grande Guerra in Francia.
- Passion & Compassion 1914-1918. French Artillery - immagini di esemplari residuati